# مطالعات جهانی

مطالعات جهانی (به انگلیسی:Global studies با سرواژه:GS) مطالعه بین رشته‌ای فرآیندهای کلان جهانی است. موضوعات غالب عبارتند از سیاست جهانی، اقتصاد، و حقوق، و همچنین بوم‌شناسی، جغرافیا، فرهنگ، مردم‌شناسی و قوم‌نگاری. از آنجایی که این رشته تمرکز نسبتاً کمتری بر دولت‌های ملی به‌عنوان یک واحد تحلیلی بنیادی دارد و در عوض بر موضوعات گسترده‌تر مربوط به جهانی‌شدن فرهنگی و اقتصادی، ساختارهای قدرت جهانی، و همچنین تأثیر انسان بر محیط جهانی تمرکز می‌کند، از رشته روابط بین‌الملل متمایز می‌شود.